# Gens Licínia
La gens Licínia - Licinia gens (llatí) - era una gens romana d'ascendència plebea, una de les que més va influir perquè els plebeus poguessin participar en el consolat. Va ser una de les famílies plebees més importants de la República, junt amb les seves branques dels Crassi i els Luculli. El seu origen és incert. Podria ser d'origen etrusc, ja que el nom equivalent etrusc de Licini és Lecne, que apareix en nombroses tombes.
Un dels seus principals membres va ser Gai Licini Calvus Estoló que va ser cònsol l'any 364 aC (el primer cònsol de la família) i en aquest any músics etruscs van participar en els jocs que va organitzar, encara que això no demostra cap connexió especial de Licini i Etrúria. A algunes ciutats llatines apareix també el cognom Licinus (Licí) i Licinius (Licini), per exemple a Tusculum amb els Porcii Licini, i a Lavinium amb els Licinii Murenae (Murena).
El primer membre d'aquesta gens que va obtenir un mandat tribunici amb poder consular va ser Publi Licini Calvus l'any 400 aC., i des d'aquest període fins als últims temps de l'Imperi, els Licinii van mantenir sempre alguns dels càrrecs superiors de l'estat, fins que finalment van obtenir la dignitat imperial.
Van portar els noms familiars de Calvus amb els agnomina Esquilinus i Stolo, Crassus (amb l'agnomen Dives), Geta, Lucullus, Macer, Murena, Nerva, Sacerdos, Var i alguns que semblen ser utilitzats a títol personal: Archias, Caecina, Damasippus, Imbrex, Lartius, Lenticulus, Nepos, Proculus, Regulus, Rufinus, Squillus i Tegula. A les monedes es constaten els noms Crassus, Macer, Murena, Nerva i Stolo. Alguns Licinii que no porten nom familiar són lliberts d'alguna branca dels Licinis.
Els seus personatges més destacats són:
- Gai Licini Calvus Estoló, tribú i cònsol romà al 364 aC i 361 aC.
- Publi Licini Cras (cònsol del 171 aC).
- Publi Licini Cras Dives, cònsol l'any 205 aC.
- Publi Licini Cras Dives Mucià, cònsol el 131 aC.
- Publi Licini Cras Dives, cònsol l'any 97 aC.
- Marc Licini Cras Dives, fill de l'anterior i cònsol al 70 aC i al 55 aC.
- Marc Licini Cras Dives, cònsol l'any 30 aC.
- Marc Licini Cras Dives, cònsol l'any 14 aC.
- Luci Licini Cras, cònsol el 95 aC.
- Luci Licini Lucul, cònsol l'any 151 aC.
- Luci Licini Lucul, cònsol l'any 74 aC.